# Kolarstwo na Letnich Igrzyskach Olimpijskich 1896 – sprint

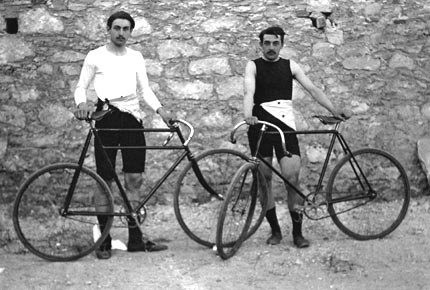
Po lewej złoty, po prawej brązowy medalista.

Wyścig sprinterski był jednym z sześciu wyścigów kolarskich na igrzyskach w Atenach. Został rozegrany 11 kwietnia 1896 roku na Neon Phaleron Velodrome. Zawodnicy pokonywali dystans 2000 metrów. 
W wyścigu wzięło udział 4 kolarzy. Tego dnia było chłodno. Wyścig przebiegał w wolnym tempie, jednak najlepiej finiszował Francuz Masson, który zwyciężył z 2 sekundami przewagi nad Grekiem Nikolopulosem. Trzeci był inny Francuz Flameng. Czwartym zawodnikiem był Niemiec Rosemeyer, który najprawdopodobniej wyścig ukończył (choć niektóre dane wspominają o nieukończeniu przez niego rywalizacji).

## Wyniki
| lp. | Zawodnik              | Kraj                 | Wynik    | Uwagi |
| --- | --------------------- | -------------------- | -------- | ----- |
| 1.  | Paul Masson           | Francja              | 4:58.2   |       |
| 2.  | Stamatios Nikolopulos | Królestwo Grecji     | 5:00.2   |       |
| 3.  | Léon Flameng          | Francja              | nieznany |       |
| 4.  | Joseph Rosemeyer      | Cesarstwo Niemieckie | nieznany |       |